# Copa Cordoba 2012
La Copa Cordoba 2012 è stato un torneo professionistico di tennis maschile giocato sulla terra rossa. È stata la 1ª edizione del torneo, facente parte dell'ATP Challenger Tour nell'ambito dell'ATP Challenger Tour 2012. Si è giocato a Villa Allende in Argentina dal 15 al 21 ottobre 2012.

## Partecipanti ATP

### Teste di serie
| Nazionalità | Giocatore              | Ranking* | Testa di serie |
| ----------- | ---------------------- | -------- | -------------- |
| Argentina   | Leonardo Mayer         | 81       | 1              |
| Argentina   | Horacio Zeballos       | 123      | 2              |
| Francia     | Guillaume Rufin        | 124      | 3              |
| Brasile     | Rogério Dutra da Silva | 129      | 4              |
| Argentina   | Martín Alund           | 130      | 5              |
| Cile        | Paul Capdeville        | 164      | 6              |
| Argentina   | Facundo Bagnis         | 180      | 7              |
| Argentina   | Guido Andreozzi        | 182      | 8              |

- 1 Ranking all'8 ottobre 2012.

### Altri partecipanti
Giocatori che hanno ricevuto una wild card:
- Andrea Collarini
- Guillermo Durán
- Juan Ignacio Londero
- Nicolás Massú

Giocatori che sono passati dalle qualificazioni:
- Juan-Martín Aranguren
- Marcel Felder
- Goran Tošić
- Antal van der Duim

## Campioni

### Singolare
- Guillaume Rufin ha battuto in finale  Javier Martí con il punteggio di 6–2, 6–3

### Doppio
- Facundo Bagnis /  Diego Junqueira hanno battuto in finale  Ariel Behar /  Guillermo Durán con il punteggio di 6–1, 6–2